# Следећи корак
Следећи корак (енгл. The Next Step) је канадска телевизијска серија која је почела са емитовањем 8. марта 2013. на Фемили каналу. Серија је снимана у стилу Псеудодокументарне комедије, где се серија фокусира на групу плесача који плешу у Следећи корак плесном студију. Студио је имао награде са регионалног, националног и интернационалног такмичења али их је игзубио од супарничког студија под називом Гемини плесни студио.
Фемили канал премијерно је емитовао серију 2013. године и добио највећу публику оригиналне серије још од 1988. године. У Србији серија се може пратити на Дизни каналу.